# 盤山村
盤山村是中華民國金門縣金寧鄉的一個村莊，東北與后盤村相鄰，東與金湖鎮瓊林里、金湖鎮正義里相連，南為榜林村，西南為金城鎮西門里，西北為安美村，有頂堡、下堡、前厝、賈村、乳山、仁愛新村等六個居民點，人口約六千人。

## 歷史
元末晉江翁氏首先入墾，明隆慶二年（1568年）始隸同安縣祥鳳里十九都，清道光十六年（1836年）設古湖保，民國四十二年（1953年）設金寧鄉，今盤山村轄區設前盤村，民國五十四年（1965年）改名盤山村。。